# Eupseudosoma
Eupseudosoma is een geslacht van vlinders van de familie spinneruilen (Erebidae), uit de onderfamilie Arctiinae.

## Soorten
- E. aberrans Schaus, 1905
- E. agramma Hampson, 1901
- E. bifasciata Cramer, 1779
- E. eurygania Druce, 1897
- E. grandis Rothschild, 1909
- E. involuta Sepp, 1855
- E. larissa Druce, 1890